# Leon Vance
Pour les articles homonymes, voir Vance.
Leon James Vance (né le 8 juillet 1963) est un personnage de fiction, Directeur actuel du NCIS qui a remplacé l'ancienne Directrice Jennifer Shepard après que cette dernière a été tuée dans l'épisode final de la saison 5, Judgment Day.

## Biographie
Leon Vance apparaît pour la première fois lors de la saison 5 dans l'épisode 8. Il était le directeur adjoint jusqu'à ce que la directrice Shepard meure. Il devient alors le directeur du NCIS dans la sixième saison.
Son propre passé reste trouble même si l'on aperçoit sa famille dans la saison 6. Leon Vance a une femme, Jackie, et deux enfants : une fille, Kayla, et un fils, Jared. Il est très fort en boxe. On apprend également dans l'épisode 9 de la saison 6 par Abigail Sciuto qu'il a de bonnes connaissances scientifiques.
À la différence de Jethro Gibbs, Leon Vance n'aime pas le café, il préfère mâchonner un cure-dent.
Leon Vance est également un personnage récurrent de la série NCIS : Los Angeles, mais il est tout d'abord directeur du NCIS dans NCIS : Enquêtes spéciales.